# 이리데촌
이리데촌(入出村)은 시즈오카현 후치군·하마나군에 설치되었던 촌이다. 현재의 고사이시 북동부에 해당한다.